# 昂布卢瓦
昂布卢瓦（法語：Ambloy，法語發音：[ɑ̃blwa]）是法国卢瓦-谢尔省的一个市镇，属于旺多姆区。

## 地理
昂布卢瓦（47°42'44"N, 0°58'4"E）面积13.16 平方千米，位于法国中央-卢瓦尔河谷大区卢瓦-谢尔省，该省份为法国中北部省份，北起厄尔-卢瓦省，东北接卢瓦雷省，东南接谢尔省，南至安德尔省，西南接安德尔-卢瓦尔省，西北接萨尔特省。
与昂布卢瓦接壤的市镇（或旧市镇、城区）包括：乌赛、博斯地区于索、普吕奈-卡斯罗、圣阿芒-隆普雷、维利耶福。

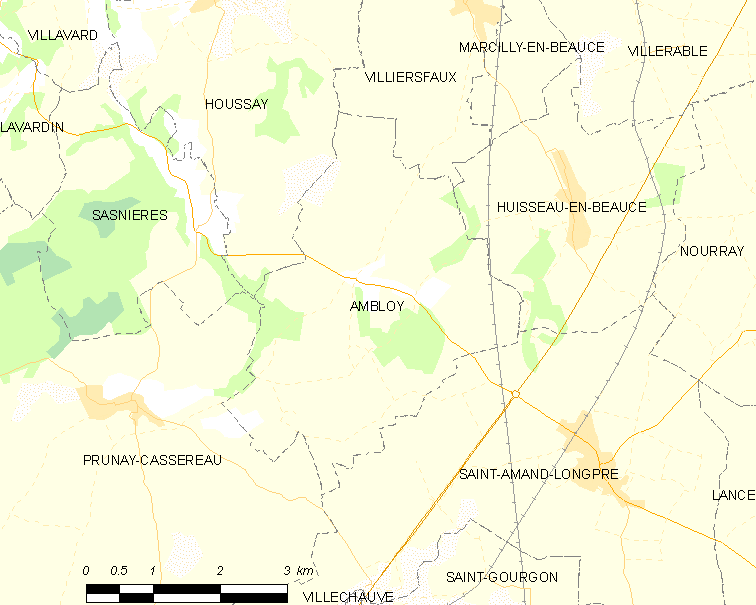
昂布卢瓦的OSM定位图

昂布卢瓦的时区为UTC+01:00、UTC+02:00（夏令时）。

## 行政
昂布卢瓦的邮政编码为41310，INSEE市镇编码为41001。

## 政治
昂布卢瓦所属的省级选区为卢瓦河畔蒙图瓦尔县。

## 人口

1962-2008年间昂布卢瓦人口变化图示

昂布卢瓦于2022年1月1日时的人口数量为187人。